# Chionaema grandis
Chionaema grandis là một loài bướm đêm thuộc phân họ Arctiinae, họ Erebidae.